# 브라이언 백커
브라이언 배커(Brian Backer, 1956년 12월 5일 ~ )는 미국의 배우이다.
브루클린에서 태어났다.

## 출연 작품
- 아메리칸 촌놈 (2000년)
- 폴리스 아카데미 4 - 시민 순찰대 (1987년)
- 머니 핏 (1986년)
- 변칙 플레이 (1985, Moving Violations)
- 토크 투 미 (1984년)
- 리치몬드 연애 소동 (1982년)
- 버닝 (1981년)